# Philip Treacy
Philip Treacy (Ballinasloe, 26 maggio 1967) è un modista irlandese.

## Biografia
Nato nell'Ahascragh, in Irlanda occidentale, ha vissuto con i suoi genitori e sette fratelli e sorelle. Si è trasferito a Dublino nel 1985 per studiare moda al National College of Art & Design, dove per hobby ha iniziato a disegnare cappelli da abbinare agli abiti. Nel 1988 studia presso il Royal College of Art di Londra, e nel 1989 riesce a far ottenere uno dei suoi cappelli a Michael Roberts, editore moda della rivista Tatler, ed all'editrice Isabella Blow.
Nel 1990 Treacy si laurea al Royal College of Art e crea un proprio laboratorio nel seminterrato della casa di Isabella e Detmar Blow in Elizabeth Street, Belgravia. Isabella Blow, editrice di Tatler, aiutò moltissimo la carriera di Treacy lanciandolo come uno dei più celebri disegnatori di cappelli al mondo. Treacy disegna cappelli per la collezione d'alta moda "bianca" di Alexander McQueen, per Givenchy a Parigi, per Karl Lagerfeld a Chanel, e per Valentino, Ralph Lauren e Donna Karan. Gli viene riconosciuto il titolo di miglior disegnatore di accessori dell'anno durante i British Fashion Awards in cinque occasioni durante gli anni novanta. Nel 2005 è direttore dei design di The g Hotel a Galway.
Il 19 novembre 2007 gli viene riconosciuto il titolo di Commendatore dell'Ordine dell'Impero Britannico per i servizi resi all'industria della moda, dal Principe Carlo del Galles e da Camilla, duchessa di Cornovaglia, durante una cerimonia tenuta presso la Clarence House. Treacy ha disegnato cappelli per numerosi film, fra cui tutta la serie di Harry Potter, per Sarah Jessica Parker per la première di Sex and the City. 36 dei cappelli di Treacy sono stati indossati in occasione del matrimonio del principe William e Catherine Middleton il 29 aprile 2011, incluso il cappello indossato dalla Principessa Beatrice di York. La cantante Lady Gaga è solita utilizzare capelli dello stilista, con cui è grande amica.